# Бродерсторф
Бродерсторф (њем. Broderstorf) општина је у њемачкој савезној држави Мекленбург-Западна Померанија. Једно је од 59 општинских средишта округа Бад Доберан. Према процјени из 2010. у општини је живјело 3.092 становника. Посједује регионалну шифру (AGS) 13051015.

## Географски и демографски подаци
Бродерсторф се налази у савезној држави Мекленбург-Западна Померанија у округу Бад Доберан. Општина се налази на надморској висини од 40 метара. Површина општине износи 20,6 km². У самом мјесту је, према процјени из 2010. године, живјело 3.092 становника. Просјечна густина становништва износи 150 становника/km².